# Изенбек, Сергей Артурович
Сергей Артурович Изенбек (3 октября или 5 октября 1883, Санкт-Петербург, Российская империя — 27 июня 1962, Ленинград, Советский Союз) — советский военно-морской деятель, инженерный работник, крупный организатор промышленности и специалист в области морского приборостроения, преподаватель, основатель и руководитель кафедры счётно-решающих приборов в Ленинградском институте точной механики и оптики, профессор (1939), инженер-капитан 1-го ранга (1940), заслуженный деятель науки и техники РСФСР (1961).

## Биография
Из купеческой семьи немецкого (Вестфалия) происхождения; мать — русская, бабушка, вероятно, англичанка. Старший брат художника и участника белого движения Фёдора Изенбека. Владел французским, английским и немецким языками. На службе с 1900. Окончил Морской кадетский корпус унтер-офицером в 1903. Окончил Артиллерийский офицерский класс в 1910, зачислен в артиллерийские офицеры 1-го разряда в 1912.
По производству в офицеры назначен в учебный артиллерийский отряд Балтийского моря на броненосец «Император Александр II». В декабре 1903 года подал рапорт о переводе на Тихий океан, в январе 1904 года прибыл в Порт-Артур. Назначен на бронепалубный крейсер «Паллада», затем переведён на эскадренный броненосец «Ретвизан» вахтенным офицером, командовал башней главного калибра. Во время отражения атаки японских брандеров 9 февраля 1904 контужен, после выздоровления назначен командиром батареи морских орудий. В октябре 1906 назначен старшим офицером минного крейсера «Охотник». Старший артиллерийский офицер линейного корабля «Император Павел I» (1910—1914). С началом 1-й мировой войны в 1914 назначается флагманским артиллерийским офицером 2-й бригады линкоров Балтийского флота (четыре корабля класса «Севастополь»), имевших новейшие ПУС, в которых провел ряд усовершенствований, в частности, выполнил крупную конструкторскую работу по полуавтоматическому заряжанию крупнокалиберных башен на 12 башнях 2-х линкоров. В 1915 на основе эксплуатации 12"/52 трёхорудийных башен балтийских дредноутов разработал и подал предложения по устройству 16" башен для будущих линкоров. Служил в Главном морском штабе (1914—1917). Командирован в Англию как артиллерийский специалист для передачи опыта (с августа 1916 по апрель 1917). Во время Гражданской войны служил в штабе РККФ. Служил начальником Оперативного управления штаба морских сил республики, начальником технического управления штаба (1919—1923).
С 1923 работал над вопросами специального приборостроения, в частности, занимался разработкой приборов управления стрельбой; в 1924 году создал «Зэтовый множительный механизм», применяемый в приборах управления стрельбой. С 1925 возглавлял техническое бюро по разработке морских ПУС, в 1929 реорганизованное в предприятие по их производству. В 30-е годы им предложены метод разделения ошибок для стрельбы по измеренным дальностям, проект трансформатора азимута и дистанции, теория оптического решения горизонтально-базисного дальномера, метод стабилизации кустов наводки», решение задач маневрирования в системе поворотных прямоугольных координат, исследование положения координатных осей на корабле, теория кинематики и конструкции механизмов точной механики», теория и проектирование ПУС, теория стабилизации визиров и орудий на корабле, проект кабинета стрельбы. Под его руководством проектировались все отечественные системы управления артиллерийским огнём в 20-х — начале 50-х. Работал на приборостроительных предприятиях Ленинграда (завод «Красная Заря», завод им. Кулакова, завод «Электроприбор», завод № 212). Работал в ряде высших учебных заведений (1933—1947): ЛЭТИ, Военно-морской академии им. К. Е. Ворошилова, Военно-морской академии кораблестроения и вооружения им. А. Н. Крылова, ЛИТМО. В 1959 утверждён в звании профессора, заведовал кафедрой приборов управления стрельбой Военно-морской академии.
Похоронен на Богословском кладбище Санкт-Петербурга.

### Звания
- Мичман (6 мая 1903);
- лейтенант(6 декабря 1906);
- Старший лейтенант (6 декабря 1913);[5]
- Капитан 2-го ранга (6 декабря 1915);[5]
- Инженер-флагман 3-го ранга (1 июня 1940);[6][7]
- Инженер-капитан 1-го ранга (30 ноября 1940);[8]

### Награды
- Орден Святой Анны 4-й степени с надписью «За храбрость» (06.09.1904);
- Орден Святого Станислава 3-й степени с мечами и бантом (07.09.1904);
- Орден Святой Анны 3-й степени (06.12.1908);
- Орден Святого Станислава 2-й степени (06.12.1914);
- Мечи к ордену Святого Станислава 2-й степени (21.03.1916);
- Орден Трудового Красного Знамени (1939).